# سلسله تراخان
سلسله تراخان (انگلیسی: Trakhan dynasty)سلسله ای از فرمانروایان در گیلگیت و هونزا است که در قرن هشتم تا نهم میلادی تاسیس شد. از آن جایی که  عربان همۀ کوچندگان آسیای مرکزی را بی‌اندک توجه به اختلاف قومی و نژادی، ترک می‌نامیدند. این شایبه پیش آمد که ممکن است سلسله تراخان اصالتاً ترک باشند.  اما بر اساس روایات، بنیانگذار این سلسله شخصیتی خیالی به نام آزور جمشید (معروف به شمشیر)، شاهزاده کیانی از ایران بود که از حمله اعراب فرار کرده بود. او مخفیانه با دختر شری بدات، آخرین فرمانروای بودایی گیلگیت ازدواج کرد.او با او توطئه کرد تا پدر آدمخوارش را سرنگون کند. اعتقاد سری بدات توسط برخی به عنوان هندو توسط برخی دیگر به بودایی تئوریزه شده است.
شاهزاده آزور جمشید موفق شد پادشاه بدات را که به نام آدم خور (به معنای واقعی کلمه "انسان خوار") شناخته می شد، سرنگون کند.پادشاه بدات اغلب از رعایای خود برای هر روز یک کودک می طلبید، مرگ او هنوز هم تا به امروز توسط اهالی جشن گرفته می شود.آزور جمشید پس از۱۶ سال حکومت به نفع همسرش نوربخت خاتون از سلطنت کناره‌گیری کرد تا اینکه پسر و وارث آنها به سن بلوغ رسید و عنوان راجا را به خود گرفت و به مدت 55 سال حکومت کرد.این سلسله تحت نام خاندان کیانی تا سال ۱۴۲۱ میلادی قدرتمند بود.گیلگیت برای قرن ها توسط سلسله محلی تراخان اداره می شد که در حدود سال ۱۸۱۰ با مرگ راجا عباس، آخرین تراخان  پایان یافت